# 1998年朝鮮民主主義人民共和國最高人民會議選舉
朝鮮民主主義人民共和國第十屆最高人民會議選舉原於1995年舉行，但由於全國大饑荒和金日成離世的關係而延期至1998年7月26日舉行。這場選舉是以直選的方式決出687個最高人民會議的席位誰屬。與過去相同，本屆選舉的所有選區均只有一名參選人，而且他們全由執政黨朝鮮勞動黨在事前挑選。故此，朝鮮勞動黨足以控制整個的最高人民會議。據報導，這屆選舉的投票率為99.85%，候選人當選率為100%。

## 結果
| 政黨           | 取得席位 | +/- |
| -------------- | -------- | --- |
| 朝鲜劳动党     | 594席    | ▼ 7 |
| 朝鮮社會民主黨 | 53席     | ▲ 2 |
| 天道教青友黨   | 23席     | ▲ 1 |
| 朝鮮總聯       | 7席      | ▼ 6 |
| 其他           | 10席     |     |
| 總計           | 687席    | ━   |

## 資料來源
1. ↑  Nohlen, D, Grotz, F & Hartmann, C (2001) Elections in Asia and the Pacific: A Data Handbook: South East Asia, East Asia, and the Pacific Volume 2, p404 ISBN 0-19-924959-8
2. ↑  Nohlen, D, Grotz, F & Hartmann, C (2001) Elections in Asia and the Pacific: A Data Handbook: South East Asia, East Asia, and the Pacific Volume 2, p403 ISBN 0-19-924959-8